# Choresmische Ära

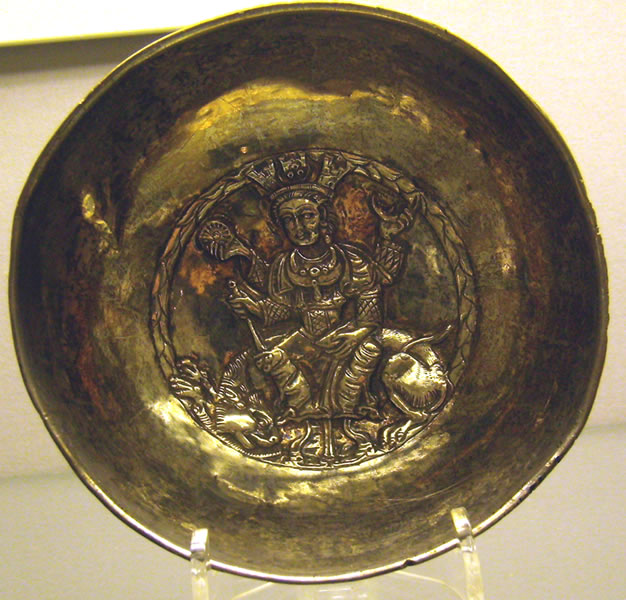
Silberschale, eine Inschrift datiert sie in das Jahr 700 der Choresmischen Ära

Die Choresmische Ära war ein Zeitrechnungssystem, das in Choresmien im ersten Jahrtausend n. Chr. in Gebrauch war. Die Ära ist von verschiedenen Dokumenten bekannt, deren Datierungen von Jahr 188 (oder 189) bis 738 der Choresmischen Ära reichen. Die genaue chronologische Fixierung dieser Ära ist bisher nicht gelungen. Ein früher Ansatz setzte den Beginn der Ära in das Jahr 78 n. Chr., was wiederum von verschiedenen Forschern abgelehnt wurde. Mit Sicherheit kann davon ausgegangen werden, dass das letzte belegte Jahr, 738, nicht nach 816 n. Chr. angesetzt werden kann, da in etwa dieser Zeit Choresmien von den Arabern erobert und ab dieser Zeit eine neue Zeitrechnung bezeugt ist. Der archäologische Kontext der datierten Inschriften datiert diese deutlich in das erste Jahrtausend n. Chr.